# BLACKNAZARENE
BLACKNAZARENE（ブラックナザレ）は、かつて存在した日本の女性アイドルグループ。マーベラスアーク所属。所属レーベルはBABYTRACKS。通称「ナザレ」。

## 概要
2018年3月結成。「THUG×kawaii」をコンセプトに、ストリートカルチャーとアイドルシーンを融合させた世界観を表現している。
グループ名は、フィリピン・マニラの「ブラックナザレ祭」に由来、祭のようにグループを見にくるお客さんが溢れかえるようにになりたいとの意味が込められている。ファンのことは「アドマイラー」（崇拝者）、定期公演は「宣教」、ワンマンライブは「奇祭」と呼ぶ。
結成のきっかけは、村田実果子が所属していたアイドルグループが解散した後、前プロデューサーの美月と会食したときに「（2人で）何かやろうよ！」という話になり、美月が冬野あゐく、戸田ころね、南向いずみ、村田が同じグループだった清乃希子に声をかけ、5人グループとしてスタート。

## 来歴

### 2018年
- 3月26日 - 下北沢SHELTERにてお披露目ライブ[3]。

### 2019年
- 3月26日 - 新宿BLAZEにて「BLACKNAZARENE 1周年記念ワンマン「奇祭」」を開催。キャパシティ800をソールドアウトさせる。

- 8月2・3・4日 - 開催されたTOKYO IDOL FESTIVAL 2019は初出場で3日間出演を果たした。

- 12月末 - 美月がBABYTRACKS代表およびマーベラスアーク代表取締役を退任[4]。

### 2020年
- 2月18日 - 初のCDとなるミニアルバム『ADMIRATION』をリリース[5]。オリコンデイリーランキング1位、同ウィークリーランキング5位を獲得。

- 3月26日 - 恵比寿LIQUIDROOMにて2周年記念ワンマン「奇祭2」の開催が決定[6]ソールドアウトもしていたが、新型コロナウイルス感染症の影響により公演を中止[7]。このライブをもって戸田ころねが卒業する予定[8]であったが、それに伴い戸田の卒業も延期となった[9]。なお、戸田については、5月15日付で卒業が発表された[10]。

- 6月新体制となり、南向いずみ作詞による新曲「The beginning」のMVを公開。初のオンラインでの開催となった「TOKYO IDOL FESTIVAL オンライン2020」に出演。

- 10月 - 「BAD END」のMVが公開される。

- 11月26日 - 冬野あゐく卒業。

### 2021年
- 3月 - 清乃希子が体調不良による無期限活動休止に入る。

- 5月 - 東出ひみこ、白坂もあ、山田さとり、乃上楓が新メンバーとしてお披露目。これ以降、ライブは6人体制へ。

- 7月15日 - 公式ホームページ開設。

- 12月22日 - シングル「URGE」、ライブミュージックビデオ集「dogmatism」をリリース。

### 2022年
- 3月10日～ - 渋谷の街をメインにした広告看板掲示、街頭ビジョンでのCM放映などを実施した「#ナザレミッケ」キャンペーンがスタート。

- 3月11日～ - ラーメン店とのコラボレーションを実施。

- 3月16日 - シングル「lord of the fate」をリリース。

- 3月17日 - 渋谷Spotify O-EASTにて2年ぶりとなる周年ワンマンライブ「奇祭Ⅲ 〜BLACKNAZARENE Anniversary Oneman LIVE〜」を開催。ソールドアウトさせる。

- 3月26日 - 渋谷aubeで開催された『清乃希子卒業公演』にて、清乃希子が卒業。

- 7月7日 - LIVE DVD「奇祭Ⅲ 〜Anniversary Oneman LIVE〜 2022.3.17 @Spotify O-EAST」をリリース。

- 8月5日 - 「TOKYO IDOL FESTIVAL 2022」に出演。

- 10月30日 - BLACKNAZARENE史上最大規模となるEX THEATER ROPPONGIにてワンマンライブ「BLACKNAZARENE ONEMAN LIVE 奇祭Ⅳ」を開催。ソールドアウトさせる。

### 2023年
- 1月21日～ - 全国5都市（東京・札幌・福岡・名古屋・大坂）を巡るツアー「BLACKNAZARENE 2023 TOUR」がスタート。3月23日にツアーファイナル及び5周年記念ワンマンライブとして新宿BLAZE公演を成功させた。

- 3月15日 - 初のフルアルバム「Decision」をリリース。

- 7月26日 - デジタルシングル「BLACK☆SUMMER」をリリース。その後開設したTikTokでは同曲のMV風動画がアップされている。

- 8月5日 - 「TOKYO IDOL FESTIVAL 2023」に出演。

- 10月25日 - 東京キネマ倶楽部にてワンマンライブ「BLACKNAZARENE ONEMAN LIVE 奇祭Ⅴ」を開催する。

### 2025年
- 3月24日 - 解散[11]。

## 最終メンバー
| メンバー    | よみ            | 誕生日  | 備考 |
| ----------- | --------------- | ------- | --- |
| 村田 実果子 | むらた みかこ   | 11月1日 | 元（株）やみつきカンパニーメンバー。 ドーリーなメイクやファッションで同性からも人気が高い中心メンバー。 メンバー内で一番お喋りであり、メンバー内のムードメーカー。ナザレのデザインなども一部担当。 アイドル活動の他にもモデル業も行なっている。フルーツは食べられない。                                                       |
| 南向 いずみ | なさき いずみ   | 4月11日 | 過去に奥田民生が楽曲提供したグループでメジャーデビューの経験あり。 メインボーカルを担当。一際オーラを放つショート髪美女。 洋楽譲りのハッキリとした歯切れのいい歌声の持ち主で指原莉乃が司会を務めるフジテレビ系『この指と～まれ！season3』では、ナザレを代表して「歌うまアイドル選手権」に参戦。楽曲の作詞も一部行なっている。 |
| 東出 ひみこ | ひがしで ひみこ | 3月4日  | 2021年4月26日加入発表、5月4日お披露め。 色白の肌に大きな瞳、黒髪ショートボブの美少女。 アイドル活動前は地元・大阪にて働いていた。 関西弁で喋る。好きな色は紅色。 |
| 白坂 もあ   | しろさか もあ   | 9月17日 | 2021年4月26日加入発表、5月4日お披露目。 黄色のロングヘアに長いネイルがトレードマーク。 ストイックかつ、いつも明るく優しいギャル。 ポケモンが好き |
| 山田 さとり | やまだ さとり   | 2月15日 | 2021年4月26日加入発表、5月4日お披露目。 サラサラの黒髪ロングヘアに姫カットの美少女。 型にはまらない、独特な感性の持ち主。 美髪の秘訣は『染めないこと』。 |
| 乃上 楓     | のがみ かえで   | 1月12日 | 元iLiFE!(心咲めい) 元妄愛グラビティ（小梅コロ） 2021年4月26日加入発表、5月4日お披露目。 ピンク色のボブカットの美少女。グループ内では妹的存在。 いつも元気溌剌、驚異の免疫力を持っている。 中野家次女・二乃が大好きで、衣装にも取り入れるほど。                                                                                |

### 元メンバー
| メンバー    | よみ          | 誕生日  | 備考 |
| ----------- | ------------- | ------- | --- |
| 戸田 ころね | とだ ころね   | 1月5日  | 元atMEメンバー。2020年5月15日卒業。ONE BY ONEメンバー |
| 冬野 あゐく | ふゆの あいく | 9月30日 | 2020年11月26日卒業 |
| 清乃 希子   | きよの きこ   | 6月29日 | 元（株）やみつきカンパニーメンバー（「清乃きこ」）。 少女のような愛らしいルックス、パフォーマンス中ではクールな一面も見せる誰からも愛されるキャラクターの持ち主。 見た目からは想像できないお酒好き。喫煙者。メンバー内ではいじられキャラ。 精神的体調不良により2021年3月より無期限活動休止中だったが、2022年3月26日、『清乃希子卒業公演』にて、卒業。 |

## 作品

### アルバム
|     | 作品名   | 発売日        | 盤名           | 収録曲 |
| --- | -------- | ------------- | -------------- | --- |
| 1st | Decision | 2023年3月15日 | 初回生産限定盤 | 1. ASOBE！ 2. lord of the fate 3. faith 4. PARADOX 5. Twilight zone 6. URGE 7. new story 8. アンチオルトイズム 9. Decision 10. Throne 11. 鼓動 12. call me by your name ▽ダウンロードカード 「Decision」MUSIC VIDEO 「奇祭Ⅳ」Oneman LIVE 2022.10.30@EX THEATER ROPPONGI |
| 1st | Decision | 2023年3月15日 | 通常盤         | 1. ASOBE！ 2. lord of the fate 3. faith 4. PARADOX 5. Twilight zone 6. URGE 7. new story 8. アンチオルトイズム 9. Decision 10. Throne 11. 鼓動 12. call me by your name                                                                                                 |

### ミニアルバム
|     | 作品名     | 発売日        | オリコン最高位 (デイリー/ ウィークリー) | 盤名         | 収録曲                                                                                           |
| --- | ---------- | ------------- | --------------------------------------- | ------------ | ------------------------------------------------------------------------------------------------ |
| 1st | ADMIRATION | 2020年2月18日 | 1位/5位                                 | 通常盤       | 1. StrayStraight 2. BLACK SUPERNOVA 3. ニューワールド 4. Lasthym 5. OfficialFake 6. GAME         |
| 1st | ADMIRATION | 2020年2月18日 | 1位/5位                                 | 村田実果子盤 | 1. StrayStraight 2. BLACK SUPERNOVA 3. ニューワールド 4. Lasthym 5. OfficialFake 6. いばらの冠   |
| 1st | ADMIRATION | 2020年2月18日 | 1位/5位                                 | 冬野あゐく盤 | 1. StrayStraight 2. BLACK SUPERNOVA 3. ニューワールド 4. Lasthym 5. OfficialFake 6. first light  |
| 1st | ADMIRATION | 2020年2月18日 | 1位/5位                                 | 南向いずみ盤 | 1. StrayStraight 2. BLACK SUPERNOVA 3. ニューワールド 4. Lasthym 5. OfficialFake 6. Obsidian     |
| 1st | ADMIRATION | 2020年2月18日 | 1位/5位                                 | 清乃希子盤   | 1. StrayStraight 2. BLACK SUPERNOVA 3. ニューワールド 4. Lasthym 5. OfficialFake 6. 7/7          |
| 1st | ADMIRATION | 2020年2月18日 | 1位/5位                                 | 戸田ころね盤 | 1. StrayStraight 2. BLACK SUPERNOVA 3. ニューワールド 4. Lasthym 5. OfficialFake 6. 叛逆starmine |
| 1st | ADMIRATION | 2020年2月18日 | 1位/5位                                 |              |                                                                                                  |

### シングル
|     | 作品名           | 発売日         | 形態               | 収録曲                                                      |
| --- | ---------------- | -------------- | ------------------ | ----------------------------------------------------------- |
| 1st | URGE             | 2021年12月22日 | BLACKNAZARENE ver. | 1. URGE 2. Throne 3. PARADOX                                |
| 1st | URGE             | 2021年12月22日 | 村田実果子 ver.    | 1. URGE 2. Throne 3. アクアマリン                           |
| 1st | URGE             | 2021年12月22日 | 南向いずみ ver.    | 1. URGE 2. Throne 3. The beginning                          |
| 1st | URGE             | 2021年12月22日 | 東出ひみこ ver.    | 1. URGE 2. Throne 3. Hearts                                 |
| 1st | URGE             | 2021年12月22日 | 白坂もあ ver.      | 1. URGE 2. Throne 3. BAD END                                |
| 1st | URGE             | 2021年12月22日 | 山田さとり ver.    | 1. URGE 2. Throne 3. 夜の彼方                               |
| 1st | URGE             | 2021年12月22日 | 乃上楓 ver.        | 1. URGE 2. Throne 3. 未完成                                 |
| 2nd | lord of the fate | 2022年3月16日  | TYPE-N             | 1. lord of the fate 2. Twilight zone 3. lord of the fate MV |
| 2nd | lord of the fate | 2022年3月16日  | TYPE-B             | 1. lord of the fate 2. Twilight zone 3. faith               |

### 楽曲配信
| 配信開始日     | 楽曲名          | 備考                                |
| -------------- | --------------- | ----------------------------------- |
| 2018年5月11日  | GAME            | iTunes Storeでは5月10日より配信開始 |
| 2018年5月11日  | first light     | iTunes Storeでは5月10日より配信開始 |
| 2018年5月11日  | WILL            | iTunes Storeでは5月10日より配信開始 |
| 2018年7月27日  | BLACK SUPERNOVA |                                     |
| 2018年7月27日  | いばらの冠      |                                     |
| 2018年7月27日  | 叛逆starmine    |                                     |
| 2018年10月22日 | officialfake    |                                     |
| 2018年10月22日 | 7/7             |                                     |
| 2019年2月9日   | Last hymn       |                                     |
| 2019年2月9日   | ニューワールド  |                                     |
| 2019年3月19日  | stray straight  |                                     |
| 2019年3月19日  | Obsidian        |                                     |
| 2020年7月      | The beginning   |                                     |
| 2023年7月26日  | BLACK☆SUMMER    |                                     |

### 楽曲参加
- Yackle「Thug Life（feat. BLACKNAZARENE）」※2019年3月20日リリース『FRANK THROW』収録[15]

## 出演

### テレビ
- この指と〜まれ!season3（フジテレビ）
  - #1（2019年5月27日（26日深夜））※「この指グランプリ!」に南向が出場[16]

- #MIRAI系アイドルTV（2019年12月18日- TOKYO MX）
- 音楽缶（2020年2月度オープンニングテーマ- テレビ神奈川）
- いたくろむらせのオンとオフ（2020年2月度エンディングテーマ- テレビ埼玉）
- New Order（2020年2月14日- ミュージック・ジャパンTV）
- 関内デビル（2020年2月18日-テレビ神奈川）
- 吉井さん～オヤジの音楽狩り～（2020年2月20日-テレビ神奈川）
- バスリズム02（2020年2月14日、2020年2月21日-日本テレビ）
- 音楽缶（2020年6月- テレビ神奈川）
- 13分のステージ（2020年6月25日- テレビ神奈川）
- 千原ジュニアの座王（2023年3月度エンディングテーマ- 関西テレビ）
- 音いたち（2023年3月13日- 関西テレビ）
- やっぱ I援隊だがや！（2023年4月5日、STARCAT CABLE NETWORK）

### ラジオ
- こちら渋谷区宮下公園前BABYTRACKS発信所（Shibuya Cross-FM、2019年6月19日 - 毎月第3水曜日）
  - 清乃希子がパーソナリティ
- 気ままにウィークリー（2020年2月24日- ラジオ沖縄）コメント出演
- ラジアナ（2020年2月25日- NACK5）
- rock field 897（2020年6月22日- InterFM897）パーソナリティを担当
- MAX &たかし トレンドヴァンパイヤー（2023年4月12日、Shibuya Cross-FM）村田実果子、東出ひみこ出演

### ネット配信
- 「矢口真里の火曜The NIGHT」（AbemaTV、2019年10月30日、12月18日、2020年2月19日）※12月は清乃のみ
- あいサクッ！（2019年12月13日- ニコ生TIFチャンネル）南向いずみ出演
- 「giRls Talk!!! 1.」（2020年2月11日- 楽天LIVE）
  - MC：中島早貴（ex℃-ute）

- 大山さん（2020年3月20日-YouTubeトーク番組）
  - MC大山純（ストレイテナー ）
- 買えるバトルクラブ（2020年3月12日、2020年3月19日- AbemaTV）※村田＆冬野が出演
- PopteenTV（2022年9月11日- YouTube）

## 書籍
- IDOL AND READ（シンコーミュージック・エンタテイメント）
  - 016（2018年9月27日）※村田実果子
  - 018（2019年3月13日）※戸田ころね
  - 020（2019年9月24日）※南向いずみ
  - 021（2019年12月13日）※村田実果子（+金子理江（LADYBABY）、キャンディスン（BYOB））
  - 022（2020年3月18日）※冬野あゐく&清乃希子

- 月刊エンタメ（2019年11月14日- 徳間書店）村田実果子インタビュー掲載
- Sho-Comi（2020年1月5日- 小学館）村田実果子モデル掲載
- TopYellNEO2019〜2020（2020年1月8日- 竹書房）インタビュー掲載
- 週刊FLASH（2020年2月10日- 光文社）冬野あゐくグラビア掲載
- music UP's（2020年6月20日号- JAPAN MUSIC NETWORK）南向いずみ掲載
- PnR vol.1（2021年9月29日- Pop’n’Roll）村田実果子掲載
- ジェイジー vol.117（2021年11月26日- ジェイジー）東出ひみこ掲載
- IDOL FILE Vol.24（2021年12月10日- シンコーミュージック）山田さとり掲載
- TOWER PLUS+（2021年12月1日号- タワーレコード）BLACKNAZARENE掲載
- 月刊Popteen（2022年10月号- 角川春樹事務所）BLACKNAZARENE掲載
- IDOL FILE Vol.27（2022年12月16日- シンコーミュージック）東出ひみこ掲載
- ムーブメントプレス（2023年3月号- 株式会社Fanbaseinnovation）BLACKNAZARENE掲載
- アイドルヴィレッジ（2023年4月号- メタ・ブレーン）BLACKNAZARENE特集
- BRODY 8月号（2023年6月28日- 白夜書房）BLACKNAZARENE掲載
- BUBKA 9月号（2023年7月31日- 白夜書房）BLACKNAZARENE掲載

## 新聞
- デイリースポーツ大阪版（2023年2月23日- 神戸新聞社）
- デイリースポーツ大阪版（2023年2月24日- 神戸新聞社）
- デイリースポーツ大阪版（2023年2月25日- 神戸新聞社）
- デイリースポーツ東京版（2023年3月4日- 神戸新聞社）
- デイリースポーツ東京版（2023年3月15日- 神戸新聞社）
- デイリースポーツ東京版（2023年3月23日- 神戸新聞社）

## WEBサイト
- AND ROMEO（2023年5月-）村田実果子がモデルとして起用

## イベント
- 尾高美紗写真展「primal.」（2023年8月21日-8月27日、monogram）乃上楓がモデルとして起用